# SMS Schwaben
«Швабен» (нім. SMS Schwaben) — німецький військовий корабель, пре-дредноут типу «Віттельсбах» Імператорських військово-морських сил Німеччини. Перший корабель, названий на честь Швабії, племінного герцогства Німеччини, що існувало в X—XII столітті.

## Історія створення
«Швабен» був закладений 15 вересня 1900 року на верфі компанії Wilhelmshaven Imperial Shipyard у Вільгельмсгафені. 19 серпня 1901 року він був спущений на воду, а 1 жовтня 1902 року увійшов до складу ВМС Німецької імперії. Разом з однотипними кораблями — «Віттельсбах», «Церінген», «Веттін» і «Мекленбург» — були першими капітальними кораблями, побудованими відповідно до Закону про ВМС 1898 року. Основним озброєнням лінкора була батарея з чотирьох 240-мм гармат і корабель розвивав максимальну швидкість 18 вузлів (33 км/год).

## Історія служби
Більшу частину своєї кар'єри «Швабен» служив у складі німецького флоту в ролі артилерійського навчального корабля. Щороку брав активну участь у навчаннях, які формували базис готовності німецького Флоту відкритого моря під час Першої світової війни.
Після початку Першої світової війни в серпні 1914 року пре-дредноути типу «Віттельсбах» було мобілізовано до бойового складу флоту, де з них та пре-дредноутів типу «Брауншвейг» «Ельзас» і «Брауншвейг» було сформовано окрему IV бойову ескадру. «Швабен» виконував обмежену роль у подіях битви на Балтійському морі, корабель зіграв незначну роль у битві в Ризькій затоці в серпні 1915 року, хоча «Веттін» не брав безпосередньої участі в бою з російськими військами. Наприкінці 1915 року нестача екіпажів на капітальних кораблях та загроза з боку британських підводних човнів змусили вивести старі лінкори, такі як «Швабен», з акваторії Балтійського моря. До кінця війни він служив навчальним кораблем для військово-морських інженерів. Корабель був включений до складу Рейхсмаріне і проходив службу в його лавах з 1919 до червня 1920 року, як корабель-депо тральщиків на Балтійському морі. У березні 1921 року виключений з бойового складу флоту та проданий на брухт того ж року.